# برج التحرير
برج التحرير هو برج للاتصالات يقع في مدينة الكويت بارتفاع 372 متر كثاني أعلى مبنى في الكويت بعد برج الحمراء، ويحتل المركز الثالث عشر بين أطول أبراج العالم، ويشغل مساحة تبلغ 21 ألف متر مربع، ويعد أهم المعالم في دولة الكويت، ويستخدم البرج كبرج للاتصالات حيث يعتبر من أهم المرافق التابعة لوزارة المواصلات في الكويت . أنتهي من بناءه عام 1993 وافتتح في 10 مارس 1996، حيث توقف بناؤه أثناء الاحتلال العراقي للكويت.
كان من المقرر تسميته "برج الاتصالات السلكية واللاسلكية الكويتي"، وفي الغزو العراقي للكويت في أغسطس 1990 كانت أعمال بناء البرج لم تُكتمل بعد، وتم الاستئناف، وعند الانتهاء من بناء البرج في عام 1993 ، تم تغيير اسم البرج ليصبح برج التحرير، ليرمز لتحرير الكويت من العراق وافتتح في عام 1996. بوشر بناؤه كأحد مرافق مشروع مجمع الاتصالات الذي انتهي من تنفيذ مراحله الأولى في العام 1970، خلال تصميم المشروع كان مبنى الاتصالات المركزي القديم قائماً بموقع العمل ويتألف من 11 طابقاً ويضم مختلف خدمات الاتصالات المحلية والدولية، وبدأ العمل في إنشاء برج الاتصالات الجديد (سمي بعد تحرير الكويت في 19 بعد التحرير ببرج التحرير) في أبريل عام 1987 إلا أن أعمال المشروع قد توقفت خلال الغزو العراقي على دولة الكويت في صباح 2 أغسطس 1990، واستؤنف العمل في تشييده في عام 1993، سمي ببرج التحرير بعد تحرير الكويت من الاحتلال العراقي للكويت.
بلغت التكلفة الإجمالية للبرج 50 مليون دينار كويتي (165 مليون دولار أمريكي)، يبلغ عمق القاعدة 18 متراً تحت مستوى سطح البحر وتضم 3 سراديب متتالية. يشتمل البرج على مبنيين السفلي منهما على ارتفاع 150 متر ويحوي مطعماً دواراً فاخراً وشرفة للمشاهدة، ومبنى آخر على الارتفاع من 170 إلى 210 متر ويتكون من 6 طوابق تحتوي على مكاتب فنية تستفيد منها وزارة المواصلات وجهات رسمية أخرى في الدولة.
وقد تم مؤخرا افتتاح الحكومة مول في برج التحرير ويحتوي على أفرع لجميع خدمات وزارات الدولة ومنها:
وزارة المواصلات
- وزارة العدل (إدارة التوثيق وإدارة التوثيقات الشرعية والاستعلام القضائي والتنفيذ).
- وزارة الداخلية.
- وزارة الخارجية (التصديقات).
- الهيئة العامة للمعلومات المدنية.
- المؤسسة العامة للتأمينات الاجتماعية
- وزارة التجارة
- الإدارة العامة للإطفاء
- وزارة الشئون الاجتماعية والعمل

## صور
|  |  |